# Perseus (sterrenbeeld)

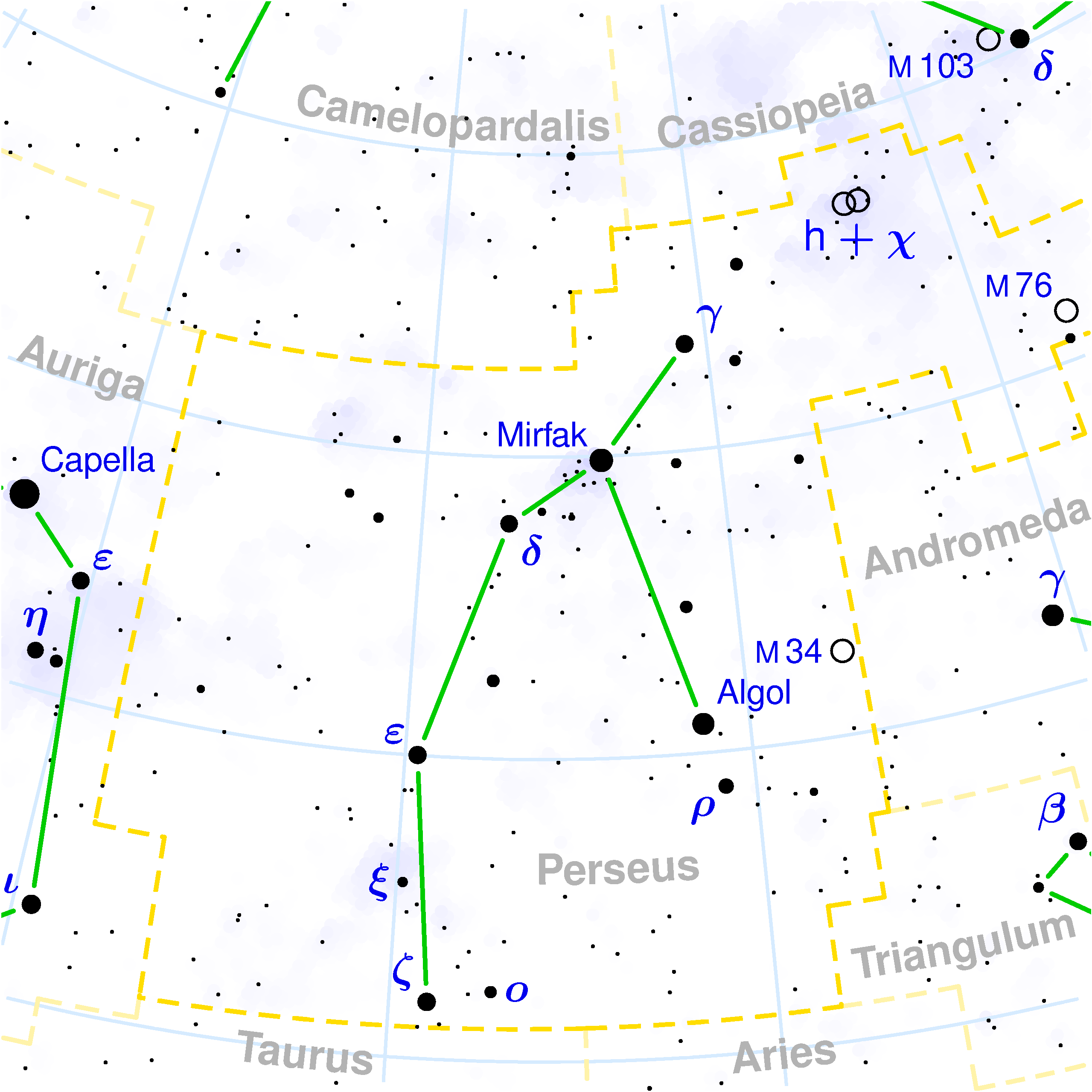
Kaart van het sterrenbeeld Perseus.

Perseus (afkorting Per) is een sterrenbeeld aan de noorderhemel, liggende tussen rechte klimming 1u26m en 4u46m en tussen declinatie +31° en +59°. Het is op de breedte van de Benelux gedeeltelijk circumpolair.

## Sterren
(in volgorde van afnemende helderheid)
- Mirphak (α, alpha Persei)
- Algol (β, beta Persei), de prototype ster van de Algol bedekkingsvariabelen.
- Menkib (ζ, zeta Persei)
- Gorgonea Tertia (ρ, rho Persei)
- Miram (η, eta Persei)
- Atik (ο, omicron Persei)
- Gorgonea Quarta (ω, omega Persei)
- Gorgonea Secunda (π, pi Persei)

## Telescopisch waarneembare objecten

### New General Catalogue(NGC)
NGC 650, NGC 651, NGC 744, NGC 869, NGC 884, NGC 957, NGC 1001, NGC 1003, NGC 1005, NGC 1023, NGC 1039, NGC 1040-1, NGC 1040-2, NGC 1050, NGC 1053-1, NGC 1053-2, NGC 1058, NGC 1077A, NGC 1077B, NGC 1086, NGC 1106, NGC 1122, NGC 1123, NGC 1129, NGC 1130, NGC 1131, NGC 1138, NGC 1146, NGC 1159, NGC 1160, NGC 1161, NGC 1164, NGC 1167, NGC 1169, NGC 1171, NGC 1173, NGC 1174, NGC 1175, NGC 1176, NGC 1177, NGC 1178, NGC 1183, NGC 1186, NGC 1193, NGC 1197, NGC 1198, NGC 1207, NGC 1212, NGC 1213, NGC 1220, NGC 1224, NGC 1226, NGC 1227, NGC 1233, NGC 1235, NGC 1245, NGC 1250, NGC 1257, NGC 1259, NGC 1260, NGC 1264, NGC 1265, NGC 1267, NGC 1268, NGC 1270, NGC 1271, NGC 1272, NGC 1273, NGC 1274, NGC 1275, NGC 1276, NGC 1277, NGC 1278, NGC 1279, NGC 1281, NGC 1282, NGC 1283, NGC 1293, NGC 1294, NGC 1330, NGC 1333, NGC 1334, NGC 1335, NGC 1342, NGC 1348, NGC 1444, NGC 1465, NGC 1491, NGC 1496, NGC 1499, NGC 1513, NGC 1528, NGC 1545, NGC 1548, NGC 1579, NGC 1582, NGC 1605, NGC 1624

### Index Catalogue (IC)
IC 240, IC 256, IC 257, IC 258, IC 259, IC 260, IC 262, IC 265, IC 266, IC 274, IC 275, IC 278, IC 280, IC 281, IC 282, IC 284, IC 288, IC 290, IC 292, IC 293, IC 294, IC 295, IC 296, IC 297, IC 300, IC 301, IC 304, IC 305, IC 308, IC 309, IC 310, IC 311, IC 312, IC 313, IC 316, IC 319, IC 320, IC 323, IC 348, IC 351, IC 1872, IC 1874, IC 1881, IC 1883, IC 1884, IC 1887, IC 1888, IC 1889, IC 1900, IC 1901, IC 1902, IC 1905, IC 1907, IC 1911, IC 1934, IC 1985, IC 2003, IC 2005, IC 2027, IC 2067

## Bezienswaardigheden
- In dit sterrenbeeld ligt de dubbele open sterrenhoop h + χ Persei (NGC 869 en 884), met het blote oog zichtbaar. Ook zijn er twee objecten te zien die in de catalogus van Charles Messier voorkomen, Messier 34 en Messier 76. Eveneens waar te nemen is de meteorenzwerm Perseïden waarvan de radiant ligt in het sterrenbeeld. Deze verschijnt ieder jaar aan de hemel omstreeks 11 augustus.
- De ster η Persei (Miram) ziet eruit als een soort replica van de planeet Jupiter met de 4 Galileïsche manen. Zoals het in R.H. Allens STARNAMES, their lore and meaning beschreven is (bladzijde 334): η Persei is noticeable in having 3 small stars on one side nearly in line, and one at the other, forming a miniature representation of Jupiter and its satellites (Peter Barlow). De kleuren van de dubbelster η Persei zijn door Smyth beschreven als Orange / Smalt Blue.
- NGC 1444 is een open sterrenhoop met daarin de dubbelster Σ 446.
- Roodkleurige sterren in Perseus (koele koolstofsterren): V 410, V 423, V 466, V 547, AC Per, AT Per, AV Per, BS Per, FR Per, GI Per, SY Per, Y Per.

## Aangrenzende sterrenbeelden
(met de wijzers van de klok mee)
- Cassiopeia
- Andromeda
- Driehoek (Triangulum)
- Ram (Aries)
- Stier (Taurus)
- Voerman (Auriga)
- Giraffe (Camelopardalis)

## Mythologie

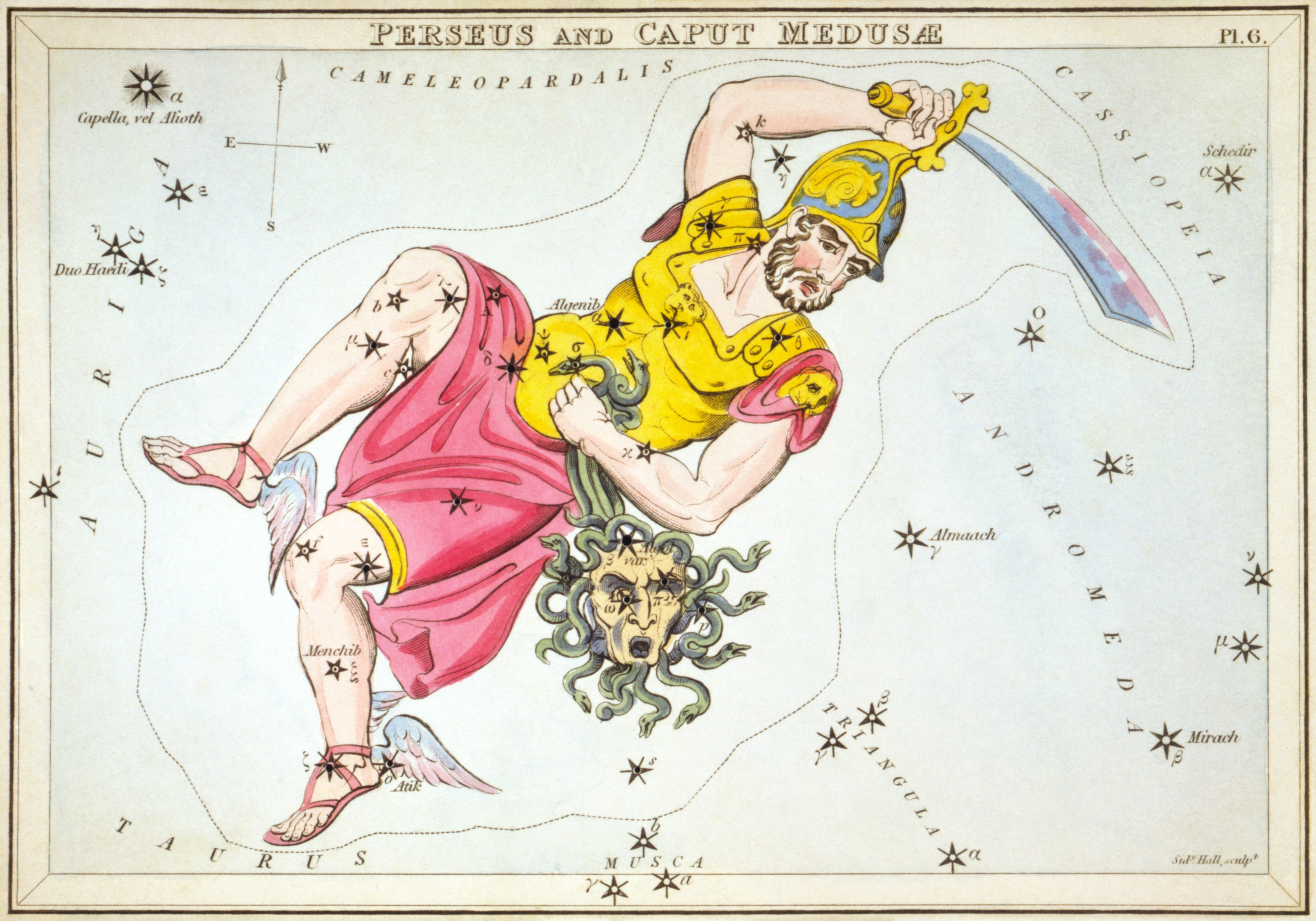
Perseus draagt het hoofd van Medusa

In de Griekse mythologie is Perseus een held. Hij was de zoon van Zeus en Danaë. Vooral bekend is zijn optreden tegen de gorgon Medusa.